# Кенгуру Джекпот
«Кенгуру Джекпот» (англ. Kangaroo Jack) — фильм 2003 года режиссёра Дэвида МакНалли. Комедия, рассказывающая о приключениях двух друзей-неудачников, у которых «украл» деньги обычный кенгуру.

## Сюжет
Два лучших друга из Нью-Йорка вовлечены в дела мафии, им необходимо доставить 50 000 долларов на другой материк, в Австралию.
Неприятности не заставляют себя ждать… По прибытии в Австралию они сбивают кенгуру. Думая, что кенгуру «в отключке», один из них надевает на кенгуру свою красную куртку, в которую он положил все деньги, и пытается его сфотографировать. Однако от вспышки фотоаппарата кенгуру просыпается и убегает в неизвестном направлении.

## В ролях
| Актёр            | Роль                         |
| ---------------- | ---------------------------- |
| Джерри О’Коннелл | Чарли Карбоне                |
| Энтони Андерсон  | Луис Букер                   |
| Эстелла Уоррен   | Джесси                       |
| Майкл Шэннон     | Френки Ломбардо              |
| Дайан Кэннон     | Анна Карбоне                 |
| Кристофер Уокен  | Сальваторе «Сал» Маджио      |
| Адам Гарсия      | озвучивание Кенгуру Джекпота |
| Мартон Чокаш     | Мистер Смит                  |
| Билл Хантер      | Боб                          |

## Музыка в фильме
- The Next Episode — Trevor Rabin
- Tainted Love — Soft Cell
- Casanova — Paulina Rubio
- So Clever — Lucia
- Rock da Juice — The Dude
- Down Under — Men at Work
- Start the Commotion — The Wiseguys
- Pig Wobble — Charlie McMahon & Gondwana
- Kangaroo I — Craig Eastman
- The Lost Coast — Ivan Rosenberg
- 2 Way — Romeo Miller feat. Master P
- Hey Sexy Lady — Shaggy
- Rappers Delight — Sugarhill Gang
- Round Round — Sugababes
- Spread My Wings — Shawn Desman
- The Natural — Randy Newman
- Soak Up the Sun — Sheryl Crow
- Hey Baby — DJ Ötzi

Источник: